# 运单
运单是指由承运人签发的一种与托运的货物有关的细节文件。通常運單上會显示发货人和收货人的姓名、货物的起运点、目的地和路线。